# HD 83095
HD 83095，又名CP-72 835，SAO 256634、HR 3821，是一颗恒星，视星等为5.47，位于銀經289.55，銀緯-15.64，其B1900.0坐标为赤經9h 30m 51.4s，赤緯-72° -15.64′ 14″。